# Škripi đeram
Škripi đeram je bila televizijska serija u produkciji Kulturno-umjetničkog društva "Ravnica" iz Male Bosne. Serija se emitirala na Yu Eco televiziji od 1. prosinca 2002. godine.
Autor scenarija i redatelj je Marjan Kiš. Glazbeni dio je osmislio Vojo Temunović, pojavljuju se glazbenici Tamburaškog orkestra "Hajo", a snimatelj je Zvonimir Sudarević.
Serija je snimana uz mali proračun i mnoštvo entuzijazma. Mnoštvo glumaca u seriji su amateri. Od glumačkih imena, u seriji glume Katarina Bačlija, Miroslav Brajkov, Ana Ivić, Danijela Kričković, Đorđe Rusić, Vinko Skenderović, Ferenc Szabo, Tamara Vojnić, Kata Vajhand, Marinko Vujković-Lamić i ostali.
Seriju se snimilo na salašu na Kaponji Bele i Matije Stantić. Salaš je iz 1896. godine.